# Hugo Desgrippes
Hugo Desgrippes (* 16. Januar 2000 in Annecy, Haute-Savoie) ist ein französischer Skirennläufer und ehemaliger Wasserskiläufer. Er ist weitgehend auf die technischen Disziplin Slalom spezialisiert.

## Biografie

### Wasserski
Hugo Desgrippes begann seine sportliche Laufbahn als Wasserskiläufer und startete für den Club Moto Nautique Jurassien (CMNJ) Vouglans. Seinen ersten durch den Internationalen Weltverband für Wasserski und Wakeboarden (IWWF) erfassten Wettkampf absolvierte er bereits im Alter von neun Jahren in der Schweiz. In den Jahren danach feierte er Erfolge in den verschiedenen Junioren-Altersklassen. So gewann er etwa bei den französischen U12-Meisterschaften am Port Leyron nahe Bordeaux einen kompletten Medaillensatz in den Disziplinen Slalom, Sprung und Tricks. 2016 beschloss er, sich weitestgehend auf seine andere Leidenschaft, den alpinen Skisport, zu konzentrieren. Der im Herbst 2022 auf einem Filmfestival in Annecy uraufgeführte Kurzfilm Duo behandelt seinen Karriereweg in beiden Sportarten sowie seine Freundschaft zu Léo Anguenot, der eine ähnliche Laufbahn aufweisen kann.

### Ski alpin
Im Alter von 16 Jahren bestritt Desgrippes in Val Thorens seine ersten FIS-Rennen. Ein erster Erfolg gelang ihm im März 2018, als er bei den französischen Juniorenweltmeisterschaften Silber im Riesenslalom gewann. Zehn Monate später gab er in den beiden Abfahrten in Chamonix sein Debüt im Europacup. Nachdem sich seine Leistungen auf FIS-Ebene stabilisiert hatten, absolvierte er Anfang März 2020 in Narvik seine einzigen Juniorenweltmeisterschaften. Dort belegte er in der Abfahrt Rang 38, im Super-G schied er aus. In den folgenden drei Wintern verbesserte er sich im Europacup kontinuierlich und erreichte im März 2023 als Slalomdritter in Narvik seinen ersten Podestplatz.
Nachdem er sich weitgehend auf den Slalom spezialisiert hatte, gab Desgrippes am 4. Februar 2023 in Chamonix sein Weltcup-Debüt. Sechs Wochen später gewann er in Les Orres in der Kombination seinen ersten französischen Meistertitel. Im Dezember desselben Jahres gelang ihm mit Rang 24 im Nachtslalom von Madonna di Campiglio sein erstes Klassement in den Weltcup-Punkterängen.

## Erfolge

### Weltcup
- 1 Platzierung unter den besten 30

### Weltcupwertungen
| Saison  | Gesamt | Gesamt | Slalom | Slalom |
| Saison  | Platz  | Punkte | Platz  | Punkte |
| ------- | ------ | ------ | ------ | ------ |
| 2023/24 | 132.   | 7      | 49.    | 7      |

### Juniorenweltmeisterschaften
- Narvik 2020: 38. Abfahrt

### Weitere Erfolge
- 1 Podestplatz im Europacup
- 1 französischer Meistertitel (Kombination 2023)
- Sieg bei den belgischen Meisterschaften im Super-G 2019